# Henry Gabriels
Henry Gabriels (Wannegem-Lede, 6 oktober 1838 - Ogdensburg, 23 april 1921) was een Belgisch-Amerikaanse hoogleraar en bisschop.

## Levensloop
Henry Gabriels was de zoon van Leopold Gabriels (metsersbaas) en Rosalie Moerman.
Hij volgde de Grieks-Latijnse humaniora aan het Onze-Lieve-Vrouwecollege van Oudenaarde en studeerde er af als primus perpetuus.
Daarna studeerde hij aan het Sint-Jozef-Klein-Seminarie te Sint-Niklaas en het Bisschoppelijk Seminarie Gent.
Op 21 september 1861 werd tot priester gewijd.
In 1864 behaalde hij het diploma van licentiaat in de theologie aan de Katholieke Universiteit Leuven.
Daarna stuurde de Gentse bisschop Lodewijk Jozef Delebecque hem, op vraag van kardinaal John McCloskey (aartsbisschop van New York), naar de Verenigde Staten om er les te geven in het St. Joseph’s Seminary in Troy (New York).
Hij werd er in oktober 1864 professor dogmatiek (theologisch vak waarin nagedacht wordt over het geloof en de dogma's) en vanaf 1870 kwam daar ook Geschiedenis van het christendom bij. Van 1871 tot 1892 was hij president van het St. Joseph’s Seminary.
In 1882 kreeg hij een eredoctoraat in de theologie aan de Katholieke Universiteit Leuven.

## Bisschop
Op 15 januari 1892 benoemde paus Leo XIII Henry Gabriels tot 2e bisschop van Ogdensburg en op 5 mei van datzelfde jaar werd hij gewijd door aartsbisschop Michael Corrigan in de kathedraal van Albany. Als bisschopsleuze koos hij In Virtute Dei (In de kracht van God). De naam Gabriel betekent "de macht verleend door de Heer".
Henry Gabriels heeft veel gedaan voor de ontwikkeling van The Catholic Summer School of America in Cliff Haven bij Plattsburgh, een belangrijke beweging voor de katholieke opvoeding (10.000 deelnermers per jaar) (nyshistoricnewspapers.org : Advance news., October 20, 1968, Page 15, Image 15).
Op 4 november 1904 beloonde koning Leopold II hem met het ereteken van officier in de Leopoldsorde voor zijn "inzet voor de kerk, de staat en de immigranten naar Amerika".
Na de Eerste Wereldoorlog schonk hij twee brandramen aan de tijdens de oorlog geteisterde Sint-Machutuskerk van Wannegem-Lede.
Tijdens zijn episcopaat studeerden aan het St. Joseph’s Seminary in Troy (New York) 700 priesters af, werden in zijn bisdom 60 kerken gebouwd en vertienvoudigde het aantal praktiserende katholieken.
Op 23 april 1921 overleed hij in zijn bisschopshuis in Ogdensburg en werd begraven in zijn kathedraal: St Mary's Cathedral.
Als eerbetoon, dragen het Gabriels Sanatorium en het stadje Gabriels (New York) zijn naam.

## Familie
- Zijn neef Henry Edgar Gabriels, geboren 11 juli 1885 in Wannegem-Lede, werd burgerlijk ingenieur van Rensselaer Polytechnic Institute in 1910. Overleed op 6 maart 1943 in Glens Falls, New York. [6],[7]. Zijn zoon Henry E. Gabriels (geboren in Watervliet, NY, 1921) werd vrijwilliger in U.S. Marine Corps in 1942, Flight school als lieutenant ; Marine Fighter Squadron in 1944 in de Stille Oceaan. Kapitein in 1944. Overleed in 2002 in Albany, NY. [8]

- Zijn neef Dr Joseph A.C. Gabriels (geboren in New York, 1891) werd graduate of Holy Cross University and Harvard Medical School [9],[10]. Oogarts (Ophthalmologist). Overleed 1982 in Albany, NY. [11]